# Gedko van Krakau
Gedko (Gideon) van Krakau of Goslaus (overleden op 20 september 1185), een edelman van geboorte, was tussen 1166  en 1185 de bisschop van Krakau. 
Hij stichtte in 1171 een college en een kerk in Kielce. In 1177 werd hertog Mieszko III verrast en afgezet door een opstand van de Klein-Poolse adel. Later zou bekend worden dat Gedko deze opstand heeft georganiseerd. De bisschop en de hertog lagen al langer in een conflict.
In 1179 stichtte Gedko de abdij van Wąchock. In 1184 gaf Casimir II van Polen, met toestemming van de paus, de opdracht aan Gedko en Idzi van Mutina om de relieken van Florianus van Lorch van Modena naar Krakau te halen. Niet veel later stichtte Gedko de Sint-Floriaankerk aldaar.